# Cyprien Ntaryamira
Cyprien Ntaryamira, född 6 mars 1955 i Mageyo, död 6 april 1994 i samband med ett flyghaveri nära Kigali i Rwanda. Ntaryamira var av Hutu-folket, och blev president i Burundi 5 februari 1994. Hans flygplan blev nedskjutet. Med på flygplanet var även Rwandas president Juvénal Habyarimana. Händelsen satte igång folkmordet i Rwanda.